# Luke Stedman
Pour les articles homonymes, voir Stedman.
Luke Stedman est un surfeur professionnel australien né le 10 juillet 1976 à Sydney en Nouvelle-Galles du Suden Australie.

## Biographie
Luke Stedman est le fils d'un surfeur australien de renommée dans les années 70, Shane Stedman.

Contrairement à d'autres surfeurs, Luke n'a pas eu grand succès dans sa jeune carrière jusqu'à ce qu'il se qualifie l'ASP World Tour en 2003, où il a été nommé Rookie of the year, mais rétrogradé en WQS.

## Palmarès

### Victoires
- 2005 O'Neil Pro, Anglet, France (WQS)

### WCT
- 2009 : 45e rétrogradé en WQS (blessé sur 8 compétitions)
- 2008 : 11e
- 2007 : 16e
- 2006 : 25e
- 2005 : 36e repêché grâce à son classement WQS
- 2004 : Non qualifié
- 2003 : 37e Rookie of the year mais rétrogradé en WQS

Il participe au championnat WQS en 1999, 2000, 2001, 2002 (il accède au WCT), 2004 (il réintègre le WCT), 2005.